# Еміль Шарль Ашар
Емі́ль Шарль Аша́р (фр. Emile Charles Achard; 24 липня 1860, Париж — 7 серпня 1944, Версаль) — французький терапевт, доктор медицини, професор, відомий описом декількох клінічних синдромів, першим клінічним описанням паратифів.

## Біографія

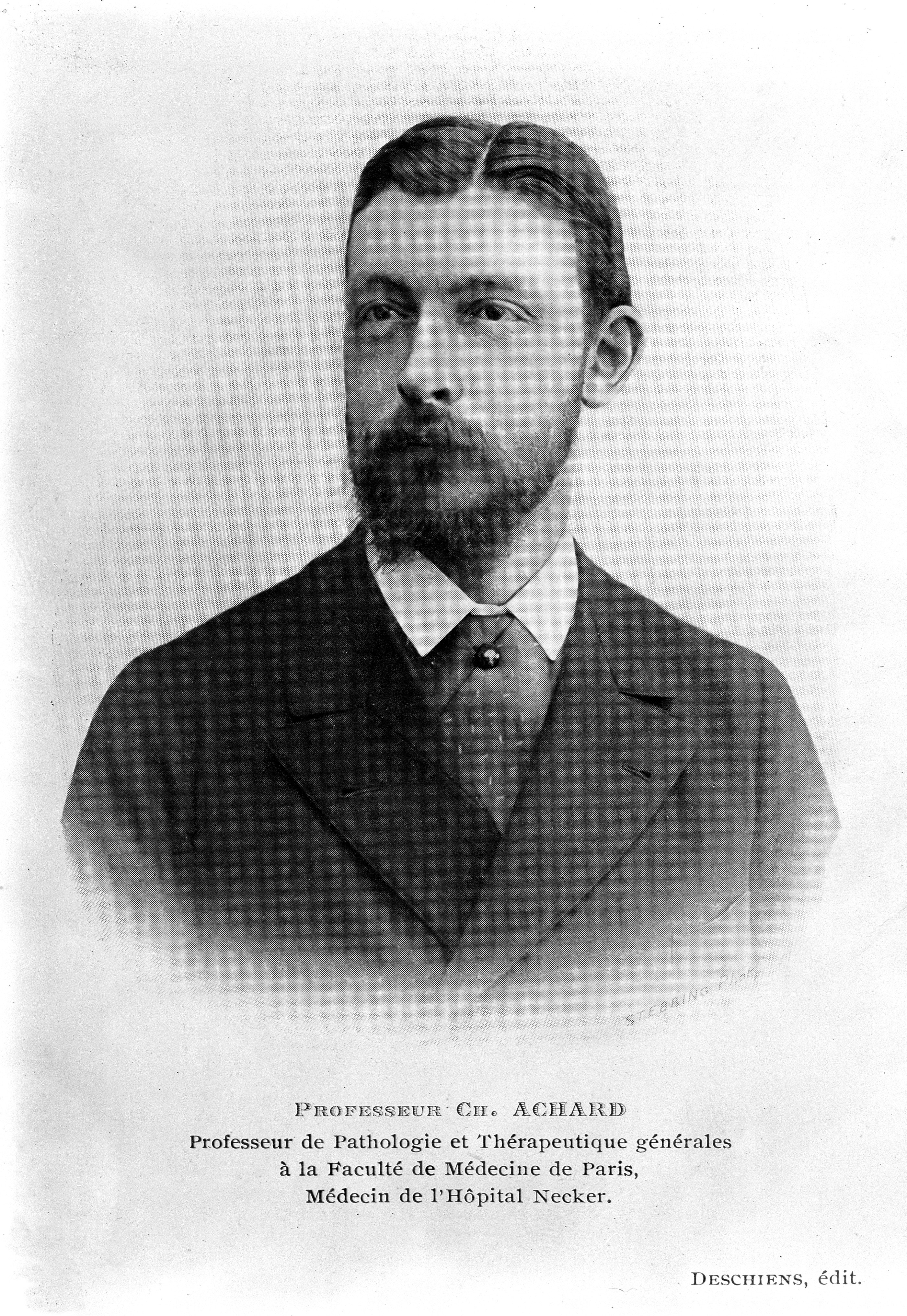
Еміль Шарль Ашар у молодості.

### Освіта і кар'єра
Навчався в Парижі, став доктором медицини в 1887 році. У 1893 році він отримав кваліфікацію госпітального лікаря, у 1895 році — повного лікаря. У 1908 році співробітник народної освіти (фр. Officier à l'Instruction publique). Надалі був призначений професором загальної патології та терапії, а з 1910 року працював професором внутрішньої медицини Паризького університету в госпіталі Біжон. Він також працював і в лікарні Кочін. 1911 року його було обрано до французької Академії медицини.

## Здобутки
У 1896 році разом з Раулем Бенсаудом описав паратифи та виділив збудника, який на сьогодні класифікують як Salmonella paratyphi B. Він створив і впровадив у клінічну практику термін «паратифозна гарячка» і «паратиф», ввів один з перших аналізів функції нирок, заснований на часі появи барвників у сечі після їхнього внутрішньовенного введення (тест Ашара).
Серед його численних наукових літературних тем були вивчення летаргічного енцефаліту Економо та хронічного нефриту (хвороби Брайта). На честь його були названі клінічні синдроми — синдром Ашара і синдром Ашара — Тьєра. Запропонував термін «арахнодактилія» («павучі пальці») для змін у хворих на синдром Марфана.
З Жоржем Морісом Верхом і Жозефом Кастаньє він написав «Посібник із захворювань шлунково-кишкового тракту» (Париж, 1907).
За життя Ашар був членом Академії наук Франції, Генеральним секретарем, президентом Медичного товариства Паризької медицини та Товариства неврологів, віце-президентом Товариства біології та анатомічного товариства, почесним доктором Університету Лаваля у місті Квебек та Афінського університету, почесним членом Королівського медичного університету Единбурга, почесним іноземним членом Королівської академії медицини Риму та Національної академії медицини Ріо-де-Жанейро, членом Академії наук та мистецтв Персії, ряду інших наукових товариств.

## Нагороди
- Командор Ордену Британської імперії (1920 рік)
- Командор Ордену Відродження Польщі (1921)
- Орден Слави (Туніс), ступінь командора (1923)
- Командор Ордену Корони Італії (1924)
- Орден Вранішнього Сонця (1926)
- Імператорский орден Дракона Анна́ма (В'єтнам, 1926)
- Командорський хрест Ордена Корони Румунії (1929)
- Орден почесного легіону ступінь Командор (1931)

## Вибрана бібліографія
- Traité des kystes congénitaux, Paris, Asselin et Houzeau, 1886.
- De l'Apoplexie hystérique, Paris, Asselin et Houzeau, 1887.
- Exposé des travaux de Mr le Dr Ch. Achard, [Concours pour l'agrégation, section de pathologie interne et médecine légale], Paris, G. Steinheil, 1892.
- Exposé des travaux de Ch. Achard, Paris, Rueff et Cie, 1895.
- Notice sur les titres et travaux scientifiques, Paris, Masson et Cie, 1904.
- Notice sur les titres et travaux scientifiques, février 1910, Paris, Masson et Cie, 1910.
- Manuel des maladies du foie et des voies bilaires, Paris, Masson, 1910
- L'encéphalite léthargique. Paris, Baillière, 1921.
- Examen fonctionnel du poumon, Paris, Masson et cie, 1922.
- Autour du monde: impressions d'un médecin. Paris: Masson, 1927.
- L'oedème brightique. Paris, G. Doin et cie, 1929.
- Les maladies typhoïdes; études cliniques, pathologiques & thérapeutiques. Paris, Masson, 1929.